# Мюррей, Эндрю (хоккеист)
Эндрю Мюррей (англ. Andrew Murray; род. 6 ноября 1981, Селкирк, Манитоба) — хорвато-канадский хоккеист, нападающий.

## Игровая карьера
Эндрю Мюррей выступал за юниорский клуб «Селкирк Стилерз» (MJHL), а в 2001 году поступил в Университет Штата Бемиджи и играл за их хоккейную команду, которая выступает в NCAA. В том же году он был выбран на драфте НХЛ под общим 242-м номером клубом «Коламбус Блю Джекетс». В четырёх сезонах (2001/02—2004/05) сыграл за «Бемиджи» 128 матчей, забил 46 голов и отдал 69 передач (115 очков), а в последнем сезоне он был капитаном команды.
Свой первый профессиональный сезон Мюррей сыграл в сезоне 2005/06 за клуб «Сиракьюз Кранч» (АХЛ), тогдашнем фарм-клубе «Блю Джекетс». В 83 матчах, включая плей-офф, он забил 13 голов и отдал 17 передач. В составе «Кранч» он играл и следующие два сезона, а в 2007/08 сыграл только 34 матча, так как ему была предоставлена возможность играть в НХЛ за «Коламбус». 27 декабря 2007 года он дебютировал за «Блю Джекетс», а свой первый гол в НХЛ забил 2 января 2008 года в матче против «Анахайм Дакс». В дебютном сезоне, Мюррей сыграл за «Коламбус» 39 матчей и набрал 10 очков (6 голов, 4 передачи) и клуб продлил с ним контракт на три сезона. В течение этих трёх сезонов сыграл ещё 142 матча и набрал 26 очков (17 голов, 9 передач). В сезоне 2011/12 он подписал контракт с другим клубом НХЛ — «Сан-Хосе Шаркс», в составе которого сыграл 39 матчей (4 очка), а 10 матчей сыграл и за их фарм-клуб – «Вустер Шаркс». В сезоне 2012/13, кроме одного сыгранного матча за «Сент-Луис Блюз», Мюррей сыграл 51 матч за клуб АХЛ «Пеория Ривермен» и забил 14 голов и отдал 17 передач (31 очко).
29 июля 2013 года, Мюррей подписал однолетний контракт с клубом «Медвешчак» из КХЛ.

## Достижения
- Победитель NCAA - 2005

## Статистика
| 1999–00     | Селкирк Стилерз           | MJHL        | 62  | 29 | 48 | 77  | -  | — | — | — | — | —  |
| 2000–01     | Селкирк Стилерз           | MJHL        | 64  | 46 | 56 | 102 | 72 | 5 | 3 | 0 | 3 | 6  |
| 2001–02     | Университет Штата Бемиджи | NCAA        | 35  | 15 | 15 | 30  | 22 | — | — | — | — | —  |
| 2002–03     | Университет Штата Бемиджи | NCAA        | 36  | 9  | 18 | 27  | 38 | — | — | — | — | —  |
| 2003–04     | Университет Штата Бемиджи | NCAA        | 25  | 6  | 14 | 20  | 41 | — | — | — | — | —  |
| 2004–05     | Университет Штата Бемиджи | NCAA        | 31  | 16 | 22 | 38  | 30 | — | — | — | — | —  |
| 2005–06     | Сиракьюз Кранч            | АХЛ         | 77  | 13 | 16 | 29  | 73 | 6 | 0 | 1 | 1 | 17 |
| 2006–07     | Сиракьюз Кранч            | АХЛ         | 72  | 10 | 12 | 22  | 62 | — | — | — | — | —  |
| 2007–08     | Сиракьюз Кранч            | АХЛ         | 34  | 13 | 2  | 15  | 15 | — | — | — | — | —  |
| 2007–08     | Коламбус Блю Джекетс      | NHL         | 39  | 6  | 4  | 10  | 12 | — | — | — | — | —  |
| 2008–09     | Коламбус Блю Джекетс      | НХЛ         | 67  | 8  | 3  | 11  | 10 | — | — | — | — | —  |
| 2009–10     | Коламбус Блю Джекетс      | НХЛ         | 46  | 5  | 2  | 7   | 6  | — | — | — | — | —  |
| 2010–11     | Коламбус Блю Джекетс      | НХЛ         | 29  | 4  | 4  | 8   | 4  | — | — | — | — | —  |
| 2011–12     | Сан-Хосе Шаркс            | НХЛ         | 39  | 1  | 3  | 4   | 4  | — | — | — | — | —  |
| 2011–12     | Вустер Шаркс              | АХЛ         | 10  | 2  | 1  | 3   | 0  | — | — | — | — | —  |
| 2012–13     | Пеория Ривермен           | АХЛ         | 51  | 14 | 17 | 31  | 18 | — | — | — | — | —  |
| 2012–13     | Сент-Луис Блюз            | НХЛ         | 1   | 0  | 0  | 0   | 0  | — | — | — | — | —  |
| Всего в НХЛ | Всего в НХЛ               | Всего в НХЛ | 221 | 24 | 16 | 40  | 36 | — | — | — | — | —  |